# Европско првенство у атлетици у дворани 1976 — бацање кугле за жене
Такмичење у бацању кугле у женској конкуренцији на 7. Европском првенству у атлетици у дворани 1976. одржано је 22. фебруара у Олимпијској хали, у Минхену (Западна Немачка).
Титулу освојену у Катовицама 1975. није бранила Маријане Адам из Источне Немачке.

## Земље учеснице
Учествовало је 10 бацачица кугле из 7 земаља.
1. Бугарска (2)
2. Западна Немачка(1)
3. Источна Немачка (2)
4. Пољска  (1)
5. Португалија (1)
6. Совјетски Савез} (2)
7. Француска (1)

## Рекорди
| Рекорди пре почетка Европског првенства у дворани 1976.     | Рекорди пре почетка Европског првенства у дворани 1976. | Рекорди пре почетка Европског првенства у дворани 1976. | Рекорди пре почетка Европског првенства у дворани 1976. | Рекорди пре почетка Европског првенства у дворани 1976. | Рекорди пре почетка Европског првенства у дворани 1976. |
| ----------------------------------------------------------- | ------------------------------------------------------- | ------------------------------------------------------- | ------------------------------------------------------- | ------------------------------------------------------- | ------------------------------------------------------- |
| Светски рекорд                                              | Хелена Фибингерова                                      | Чехословачка                                            | 21,13                                                   | Јаблонец, Чехословачка                                  | 15. фебруар 1975.                                       |
| Европски рекорд                                             | Хелена Фибингерова                                      | Чехословачка                                            | 21,13                                                   | Јаблонец, Чехословачка                                  | 15. фебруар 1975.                                       |
| Рекорди европских првенстава                                | Хелена Фибингерова                                      | Чехословачка                                            | 20,75                                                   | Гетеборг, Шведска                                       | 19. март 1974.                                          |
| Рекорди после завршеног Европског првенства у дворани 1976. |                                                         |                                                         |                                                         |                                                         |                                                         |
| Нових рекорда није било.                                    |                                                         |                                                         |                                                         |                                                         |                                                         |

## Освајачи медаља
|                          |                                    |                               |
| Иванка Христова Бугарска | Светлана Крачевска Совјетски Савез | Илона Шокнехт Источна Немачка |

## Резултати

### Финале
| Пласман | Такмичарка         | Држава          | Време | Белешке |
| ------- | ------------------ | --------------- | ----- | ------- |
|         | Иванка Христова    | Бугарска        | 20,45 |         |
|         | Светлана Крачевска | Совјетски Савез | 20,06 | ЛР      |
|         | Илона Шокнехт      | Источна Немачка | 19,36 | ЛРС     |
| 4.      | Елена Стојанова    | Бугарска        | 19,20 |         |
| 5.      | Тамара Буфетова    | Совјетски Савез | 14,66 | ЛР      |
| 6.      | Бригите Грисинг    | Источна Немачка | 18,61 | ЛР      |
| 7.      | Ева Вилмс          | Западна Немачка | 18,29 | ЛРС     |
| 8.      | Лудвика Чевинска   | Пољска          | 18,26 | ЛРС     |
| 9.      | Леон Бертимо       | Француска       | 14,79 | ЛРС     |
| 10.     | Бригите Грисинг    | Португалија     | 14,28 | ЛРС     |

## Укупни биланс медаља у бацању кугле за жене после 7. Европског првенства у дворани 1970—1976.
|    | Земља           |   |   |   |    |
| -- | --------------- | - | - | - | -- |
| 1. | Совјетски Савез | 3 | 3 | 2 | 8  |
| 2. | Чехословачка    | 2 | 1 | 0 | 3  |
| 3. | Источна Немачка | 1 | 2 | 4 | 7  |
| 4. | Бугарска        | 1 | 0 | 1 | 2  |
| 5. | Пољска          | 0 | 1 | 0 | 1  |
|    | Укупно {5}      | 7 | 7 | 7 | 21 |

|    | Атлетичарка        | Земља           |   |   |   |   |
| -- | ------------------ | --------------- | - | - | - | - |
| 1. | Надежда Чижова     | Совјетски Савез | 3 | 1 | 0 | 4 |
| 2. | Хелена Фибингерова | Чехословачка    | 2 | 1 | 0 | 3 |
| 4. | Маријане Адам      | Источна Немачка | 1 | 0 | 2 | 3 |
| 5. | Иванка Христова    | Бугарска        | 1 | 0 | 1 | 2 |
| 6. | Антонина Иванова   | Совјетски Савез | 0 | 1 | 2 | 3 |